# Tênis nos Jogos Olímpicos de Verão de 1924
O tênis nos Jogos Olímpicos de Verão de 1924 foi realizado em Paris, na França, com cinco eventos disputados.

## Eventos do tênis
Masculino: Simples | Duplas

Feminino: Simples | Duplas

Misto: Duplas mistas

## Masculino

### Simples masculino
| Pos. | País                 | Atletas             |
| ---- | -------------------- | ------------------- |
|      | Estados Unidos (USA) | Vincent Richards    |
|      | França (FRA)         | Henri Cochet        |
|      | Itália (ITA)         | Umberto de Morpurgo |

### Duplas masculino
| Pos. | País                 | Atletas                         |
| ---- | -------------------- | ------------------------------- |
|      | Estados Unidos (USA) | Francis Hunter Vincent Richards |
|      | França (FRA)         | Jacques Brugnon Henri Cochet    |
|      | França (FRA)         | Jean Borotra René Lacoste       |

## Feminino

### Simples feminino
| Pos. | País                 | Atletas         |
| ---- | -------------------- | --------------- |
|      | Estados Unidos (USA) | Helen Wills     |
|      | França (FRA)         | Julie Vlasto    |
|      | Grã-Bretanha (GBR)   | Kathleen McKane |

### Duplas feminino
| Pos. | País                 | Atletas                               |
| ---- | -------------------- | ------------------------------------- |
|      | Estados Unidos (USA) | Hazel Wightman Helen Wills            |
|      | Grã-Bretanha (GBR)   | Phyllis Covell Kathleen McKane        |
|      | Grã-Bretanha (GBR)   | Evelyn Colyer Dorothy Shepherd-Barron |

## Misto

### Duplas mistas
| Pos. | País                 | Atletas                         |
| ---- | -------------------- | ------------------------------- |
|      | Estados Unidos (USA) | Hazel Wightman Richard Williams |
|      | Estados Unidos (USA) | Marion Jessup Vincent Richards  |
|      | Países Baixos (NED)  | Kornelia Bouman Hendrik Timmer  |

## Quadro de medalhas do tênis
| Ordem | País                 | Medalha de ouro | Medalha de prata | Medalha de bronze | Total |
| ----- | -------------------- | --------------- | ---------------- | ----------------- | ----- |
| 1     | Estados Unidos (USA) | 5               | 1                | 0                 | 6     |
| 2     | França (FRA)         | 0               | 3                | 1                 | 4     |
| 3     | Grã-Bretanha (GBR)   | 0               | 1                | 2                 | 3     |
| 4     | Itália (ITA)         | 0               | 0                | 1                 | 1     |
| 4     | Países Baixos (NED)  | 0               | 0                | 1                 | 1     |